# Calle Hellberg
Calle Johan Rune Hellberg född 12 november 1998 i Österåkers församling, Stockholms län, är en svensk musiker och låtskrivare. Calle har även sålt guld 4 gånger samt platinum 1 gång och har som låtskrivare över 500 miljoner streams på Spotify.

## Låtar

### Melodifestivalen
- 2024 - Supernatural med Adam Woods.
- 2023: Where You Are (Sávežan)

### Diskografi
- 2023 Nause, Steerner - Somebody, Skivbolag "Snafu",
- 2023 Lucas Estrada - Jaded, Skivbolag "Loudkult",
- 2023 Medina - Dansé Dansé, Skivbolag "Warner Music Sweden",
- 2023 Medina - Dårar, Skivbolag "Warner Music Sweden",
- 2023 Lucas Estrada - Better Place, Skivbolag "Loudkult",
- 2023 ALMEA - För Bra, Skivbolag "Virgin Music Sweden",
- 2023 Tungevaag, Steerner - Imma love you, Skivbolag "Spinnin' Records",
- 2023 Sebastian Walldén - Blind, Skivbolag "Universal Music",
- 2023 NURKO, Dayce Williams - Eternity "Universal Music Group",
- 2022 Emil Assergård - Nu Lever Vi, Skivbolag "Warner Music Sweden",
- 2021 Hogland, Charlie South - Get Up, Skivbolag "TGR Music Group",
- 2021 Arc North, Rival, Cadmium - Coming Home, Skivbolag "Frequency Music",
- 2021 Ellen Bergelin - Ångra Mig, Skivbolag "TGR Music Group",
- 2021 WAHL, lovad - Låt Tystnaden Tala, Skivbolag "TGR Music Group,
- 2021 Joakim Lundell, Amskold - Nightfall, Skivbolag "Ninetone Records",
- 2021 Syn Cole, Victor Crone - Catch, Skivbolag "Synergy Music",
- 2020 Victor Crone - Venice, Skivbolag "Playground Music Scandinavia,
- 2019 Disco Fries, Badjack - Moonlight, Skivbolag "Spinnin' Records",
- 2019 Foothills, Dominique Le Mon - For Good, Skivbolag "Firefly Music"
- 2016 KSHMR, B3nte, Badjack - The Spook Returns